# ガリシア共産党
ガリシア共産党（Partido Comunista de Galicia、略称PCG）はスペイン共産党のガリシア州における支部政党である。全国組織である統一左翼のガリシア州における支部組織であるガリシア統一左翼（Esquerda Unida-Izquierda Unida）の構成政党である。
党における公用語は唯一ガリシア語で、党歌は「インターナショナル」、機関誌は1969年8月以来発行されている「A Voz do Pobo」（ガリシア民族の声）。青年組織はXuventude Comunista。

## 歴史
ガリシア共産党（PCG）は1968年、亡命地のパリでの党大会において、スペイン共産党（PCE）のガリシア支部として創設された。PCEはガリシアにおけるフランコ体制の主要な反対勢力であり、PCGはその傘下政党となったことで左翼民族主義政党やPCEから分裂して誕生した左翼政党などによって異論が出された。初代書記長はサンティアーゴ・アルバレス・ゴメスが就任、1979年まで務めた。1969年には既に存在していたにもかかわらず、統一左翼（IU）のガリシア支部組織であるガリシア統一左翼（EU）に参加する1986年まで内務省への政党登録を行わなかった。
民主化への動きが始まったとき、PCGはガリシアでの政治の動きの影響を受け、ガリシア民主化円卓会議に加わった。1979年以来党書記長にはアンショ・ゲレイロ（Anxo Guerreiro）が務めており、ゲレイロは1981年には自治州憲章を「起草する16人委員会」のメンバーの一人であった。同年に行われた第一回の自治州選挙において、PCGはラ・コルーニャ県において1議席を獲得した（ゲレイロ書記長）。しかし、80年代初頭の数年間、党内部では深刻な意見の対立が起きていた。1984年には社会労働党に移るメンバーが続出した。また、全国レベルでのカリージョ派と反対派との間で巻き起こっていた対立はガリシア共産党においてもその影響を免れなかった。反カリージョ派または改革派に属していた書記長ゲレイロは、1983年に書記長の座をカリージョ派のフリオ・ペレス・デ・ラ・フエンテに明け渡した。しかし、カリージョとその信奉者たちは共産党から除名された。その中にはペレス・デ・ラ・フエンテの名もあった。1985年の州議選ではPCGはPCEを除名されたサンティアゴ・カリージョの支持者たちが設立し、除名されたPCGの前の書記長ペレス・デ・ラ・フエンテが率いるガリシア共産党＝革命的マルクス主義派（PCG-MR）と戦う羽目になった。結果は両党とも1議席も獲得できなかった（両党とも似たり寄ったりの結果で、PCGが10,625票に対してPCG-MRが8,318票の得票であった）。1986年PCGは政党連合ガリシア統一左翼の創設政党のひとつとなり、以後一度もPCG単独で選挙に臨んでいない。
1997年ガリシア統一左翼（EU）の指導部は同年の州議選において、ガリシア社会主義者党（PSdeG）と選挙連合を組織することを決した。この決定は統一左翼（IU）とEUの関係を解消させることになるものであった。この合意はカルロス・ダフォンテやマヌエル・ペーニャ＝レイなどのPCGの執行部によって統率されるEU内のグループによって拒否された。このグループは全国指導部の支持を受け、統一左翼（Izquierda Unida）の名称のもと単独で選挙戦に臨んだ。社会党と提携したグループが名称をガリシア左翼（Esquerda de Galicia）に変更したのち、ダフォンテとペーニャ＝レイのグループは再びガリシア統一左翼（Esquerda Unida）という名称を手にした。
現在の書記長は第10回党大会によって選出され、2006年の11回党大会でも再選されたカルロス・ポルトメーニェである。

## 歴代書記長
- サンティアーゴ・アルバレス・ゴメス（Santiago Álvarez Gómez、1968 - 1979）
- ラファエル・ピジャード（Rafael Pillado、1979）
- アンショ・ゲレイロ（Anxo Guerreiro、1979 - 1983、1985 - 1995）[6]
- フリオ・ペレス・デ・ラ・フエンテ（Julio Pérez de la Fuente、1983 - 1985）
- マヌエル・ペーニャ＝レイ（Manuel Peña-Rey、1995 - 2000）
- カルロス・ダフォンテ（Carlos Dafonte、2000 - 2002）
- カルロス・ポルトメーニェ（Carlos Portomeñe、2002 - 2014）
- エバ・ソージャ・フェルナンデス（Eva Solla Fernández、2014 - ）

## 選挙結果

### 総選挙
| ガリシア州における総選挙（下院議会）選挙結果 | ガリシア州における総選挙（下院議会）選挙結果 | ガリシア州における総選挙（下院議会）選挙結果 | ガリシア州における総選挙（下院議会）選挙結果 |
| 選挙                                         | 得票                                         | 得票率                                       | 議席                                         |
| -------------------------------------------- | -------------------------------------------- | -------------------------------------------- | -------------------------------------------- |
| 1977年総選挙                                 | 34,188                                       | 3.03%                                        | 0                                            |
| 1979年総選挙                                 | 42,594                                       | 4.16%                                        | 0                                            |
| 1982年総選挙                                 | 20,108                                       | 1.55%                                        | 0                                            |

1986年以降、ガリシア共産党はガリシア統一左翼に参加して選挙に臨んでいる。

### 自治州議会選挙
| ガリシア自治州議会選挙結果 | ガリシア自治州議会選挙結果 | ガリシア自治州議会選挙結果 | ガリシア自治州議会選挙結果 |
| 選挙                       | 得票                       | 得票率                     | 議席                       |
| -------------------------- | -------------------------- | -------------------------- | -------------------------- |
| 1981年自治州選挙           | 32,623                     | 2.87%                      | 1                          |
| 1985年自治州選挙           | 10,635                     | 0.84%                      | 0                          |

1986年以降、ガリシア共産党はガリシア統一左翼に参加して選挙に臨んでいる。